# Berens River
Berens River – rzeka w kanadyjskich prowincjach Ontario i Manitoba. Wypływa z jeziora Pringle w Ontario w kierunku jeziora Winnipeg, do którego uchodzi w pobliżu miejscowości Berens River.
Nad rzekę dotarł po raz pierwszy (z Europejczyków) William Tomison z Kompanii Zatoki Hudsona w 1767 roku. Wyprawa zaczęła się nad Zatoką Hudsona, skąd podążył w górę Severn River, by następnie dotrzeć do źródeł Berens i z jej biegiem dotrzeć do jeziora Winnipeg. W 1814 roku w pobliżu ujścia powstał punkt handlowy Kompanii o nazwie Berens River, na cześć zarządcy firmy, Josepha Berensa.